# C6H3N3O8
化学式C6H3N3O8（摩尔质量245.11 g/mol）可能指：
- 三硝基-1,3-苯二酚
  - 收敛酸（2,4,6-三硝基-1,3-苯二酚），CAS号：82-71-3 
  - 2,4,5-三硝基-1,3-苯二酚，CAS号：1170708-85-6
- 苦基氢过氧化物，CAS号：114821-25-9

|  | 这个同类索引页列出了具有相同分子式的化学物（即同分異構體）条目。 除非您是有意链接至本页，否则应将相应条目的内部链接指向正确的条目。 |